# Entre Rios (Bahia)
Entre Rios é um município do estado da Bahia, no Brasil. Localiza-se a uma latitude 11º56'31" sul e a uma longitude 38º05'04" oeste, estando a uma altitude de 162 metros. Criado oficialmente em 3 de abril de 1872 pela Lei 1 178, Entre Rios possui uma área territorial de 1.187,766 quilômetros quadrados e densidade demográfica, segundo dados de 2020 pelo Instituto Brasileiro de Geografia e Estatística, de 35,09 habitantes/quilômetro quadrado. Entre Rios faz divisa com os seguintes municípios: Esplanada, Cardeal da Silva, Alagoinhas, Inhambupe, Aporá, Itanagra, Araçás e Mata de São João.
O município é formado pelos distritos administrativos de Entre Rios (sede), Ibatuí, e Subaúma, essa divisão é feita por lei Estadual. Além dos distritos, o município conta com diversos povoados, entre eles Sítio do Meio, Lagoa Redonda, Calçada Nova, Rio Preto, Prata, Capianga, Rio da Caatinga, Pedros, Cincos Estradas, Serraria, Cabuçu, Imbé, Catana I e II, Pedras, Malhadinha, Pimenteira, entre outros e ainda conta com os povoados que ficam nas praias, que são Subaúma, Massarandupió e Porto do Sauipe. Sua população estimada para 2024 era de 39 902 habitantes, sendo o 65º em população na Bahia, e assim possuindo uma densidade demográfica em 32,81 hab/km², sendo que a sua taxa de crescimento populacional foi de 0,54% ao ano entre 2000 e 2007, menor que a estadual (1,13%) e abaixo da taxa nacional (1,21%). Aquele que nasce no município é chamado de entrerriense.

## História
O território do município de Entre Rios teve como primeiros habitantes os indígenas tapuias. Por volta do século XVI, ocorreu a primeira exploração das terras, por sertanistas, depois de um sistema português, o Sesmaria, autorizar a Casa da Torre de Garcia D'Ávila.
A ocupação da região do litoral norte da Bahia, no geral, começou com a chegada de Garcia D'Ávila no período que corresponde a metade do século XVI (acima citado), que recebeu de Tomé de Souza uma porção de terra entre os campos que correspondia hoje aos municípios de Mata de São João e de Jandaíra — foi onde deu início a ocupação e conquista dos povos portugueses da terra, subjugando os povos indígenas (tupis, tupinambás, massarandupiós, etc.), que ali já residiam, ao trabalho escravo.
Foi durante este tempo que Garcia D'Ávila construiu a Casa da Torre, local onde ficavam os seus descendentes, escravos, empregados e outras pessoas associadas e ele.
Assim no avanço das conquistas eles percorreram o ambiente dos rios Joanes, Inhambupe e Itapicuru em busca de riquezas. Já em terra entrerriense, começaram a dominar a região com práticas de agricultura e criação de gado.
Nesse mesma época, foi criado um porto na localidade hoje conhecida como Porto do Sauipe nas margens do rio Sauípe, para o transporte de materiais.
Os novos colonos ao verem que as terras eram férteis sentiram-se atraídos e se estabeleceram por ali formando o Povoado de Nossa Senhora dos Prazeres.
A partir daí edificaram uma capela, transformada em uma freguesia em 1848, com a denominação de Nossa Senhora dos Prazeres de Entre Rios, desmembrada da Freguesia do Divino Espírito Santo de Inhambupe. No ano de 1872, o povoado, elevado à vila, teve o nome simplificado para Entre Rios.
O nome pelo qual hoje a então cidade é conhecida se deveu ao fato de o seu território estar localizado entre os rios de Inhambupe e Subaúma, tendo conservado, portanto, o mesmo nome do antigo povoado.

## Geografia
O município de Entre Rios faz parte do Litoral Norte do estado da Bahia, junto com as cidades de Lauro de Freitas, Camaçari, Mata de São João (todas na região da Grande Salvador), Esplanada, Conde e Jandaíra —  apresentando cerca de 200 km de litoral.
A fim de proteger biomas, foi aprovada a criação da Área de Proteção Ambiental (APA) - Litoral Norte, por meio da resolução de nº 1.040 em 21 de fevereiro de 1995. A APA abrange porções territoriais dos municípios de Mata de São João, Entre Rios, Esplanada, Conde e Jandaíra, apresentando uma faixa litorânea com 10 km de largura e 142 km de extensão, ao longo da Linha Verde (Bahia). O objetivo foi conservar e preservar os remanescentes da Mata Atlântica e ecossistemas associados como os  manguezais, restingas, áreas estuarinas, dunas  e  lagoas.
Segundo classificação utilizada pelo IBGE, o município faz parte da microrregião de Entre Rios, tem como região imediata a cidade de Alagoinhas, e como região intermediária a capital Salvador. Tem como região de influência Alagoinhas, e o seu território pertence ao Sistema Costeiro-Marinho. Seu bioma é a Mata Atlântica.
A área do município apresenta em seu território bom remanescente de Mata Atlântica. A biodiversidade é grande, e há, por exemplo, um remanescente de Floresta Estacional Semidecidual no local, com mais de 190 espécies registradas.

### Clima
A cidade de Entre Rios possui um Clima tropical com inverno chuvoso. Segundo Classificação climática de Köppen-Geiger, possui o tipo climático As`, um clima quente com estação seca no verão.

## Demografia

### População
Entre Rios está na posição 63ª dos municípios do estado da Bahia e 855ª do Brasil com relação à população. De acordo com o Censo 2022 do Instituto Brasileiro de Geografia e Estatística (IBGE), sua população é de 38 098 habitantes; em 2024, a estimativa foi de 39 902 pessoas. Na Região Geográfica Imediata, ela está na 2ª posição.

### Densidade demográfica
Em 2022, o município teve uma densidade populacional de 32,08 habitantes por quilômetro quadrado (32,08 hab/km²).

### Índice de Desenvolvimento Humano
O Índice de Desenvolvimento Humano (IDH) do município foi de 0,615 no ano de 2010.

## Cultura
A cultura de Entre Rios é ricamente diversificada, evidenciando festas e eventos que perduram há gerações, constituindo tradições seculares. Entre as festividades populares e tradições, podemos destacar a Lavagem das Praias de Porto do Sauipe, Subaúma e Massarandupió, além do São João na sede de Entre Rios. Outras celebrações incluem a festa da Barquinha de Sítio do Meio e Lagoa Redonda, bem como as Festas das Padroeiras nos povoados. Além disso, há uma forte cultura de realização de cavalgadas por todo o município e região. A culinária local também é destaque, com o Arrumadinho como o prato típico mais conhecido, facilmente encontrado nos restaurantes da área.

### Artesanato
O artesanato desempenha um papel fundamental na cultura da cidade, especialmente no povoado de Porto do Sauipe. O Trançado de Piaçava nesse local envolve uma interação íntima dos artesãos com o meio ambiente, sendo parte da Associação dos Artesãos de Porto de Sauipe (AAPS). Este processo artesanal inclui a coleta de matérias-primas da região, o uso de corantes naturais e a aplicação de criatividade nas formas e desenhos. Dessa atividade, surgem bolsas, chapéus e muitos outros produtos de maneira sustentável. Para confeccionar esses produtos artesanais, os artesãos colhem a piaçaveira (Attalea funifera), uma espécie de palmeira nativa do estado da Bahia.
O artesanato de palha tem suas origens entre os índios tupinambás e vem se destacando por suas características únicas. Um cesto confeccionado por artesãos da região ganhou destaque ao ser exibido em UXUA Casa Hotel & Spa, em Trancoso, considerado um dos melhores resorts da América do Sul, e foi notícia na revista Casa Vogue.

### Feriados
Em Entre Rios, há cinco feriados municipais, que são: o Dia Internacional da Mulher, no dia 8 de março; o Aniversário da Cidade, que é no dia 3 de abril; o São João,  no dia 24 de junho; o Dia da Padroeira – Nossa Senhora dos Prazeres, padroeira municipal, no dia dia 15 de agosto; e o Dia da Consciência Negra, em 20 de novembro.

## Economia
Em 2021, Entre Rios registrou um Produto interno bruto (PIB) de R$ 681.649,94, de acordo com dados do IBGE. Ainda em 2021, o PIB per capita era de R$ 16.224,35.
Na região do município, há uma intensa produção de mudas de eucalipto, que emprega um grande número de trabalhadores.

### Turismo
Entre Rios atrai inúmeros turistas graças às suas deslumbrantes praias, destacando-se a Praia de Porto do Sauipe, a Praia de Massarandupió e a Praia de Subaúma.
A Praia das Dunas, localizada em Massarandupió, a 93 quilômetros de Salvador, capital do Estado, é uma das oito praias oficiais de naturismo no Brasil. A área é próxima à Praia do Forte e, para acessá-la, é preciso percorrer uma estrada de areia de cerca de 7 km. Criada em 1999, a praia é reconhecida como uma das melhores do Nordeste brasileiro e é altamente recomendada como destino turístico por diversos veículos de mídia.

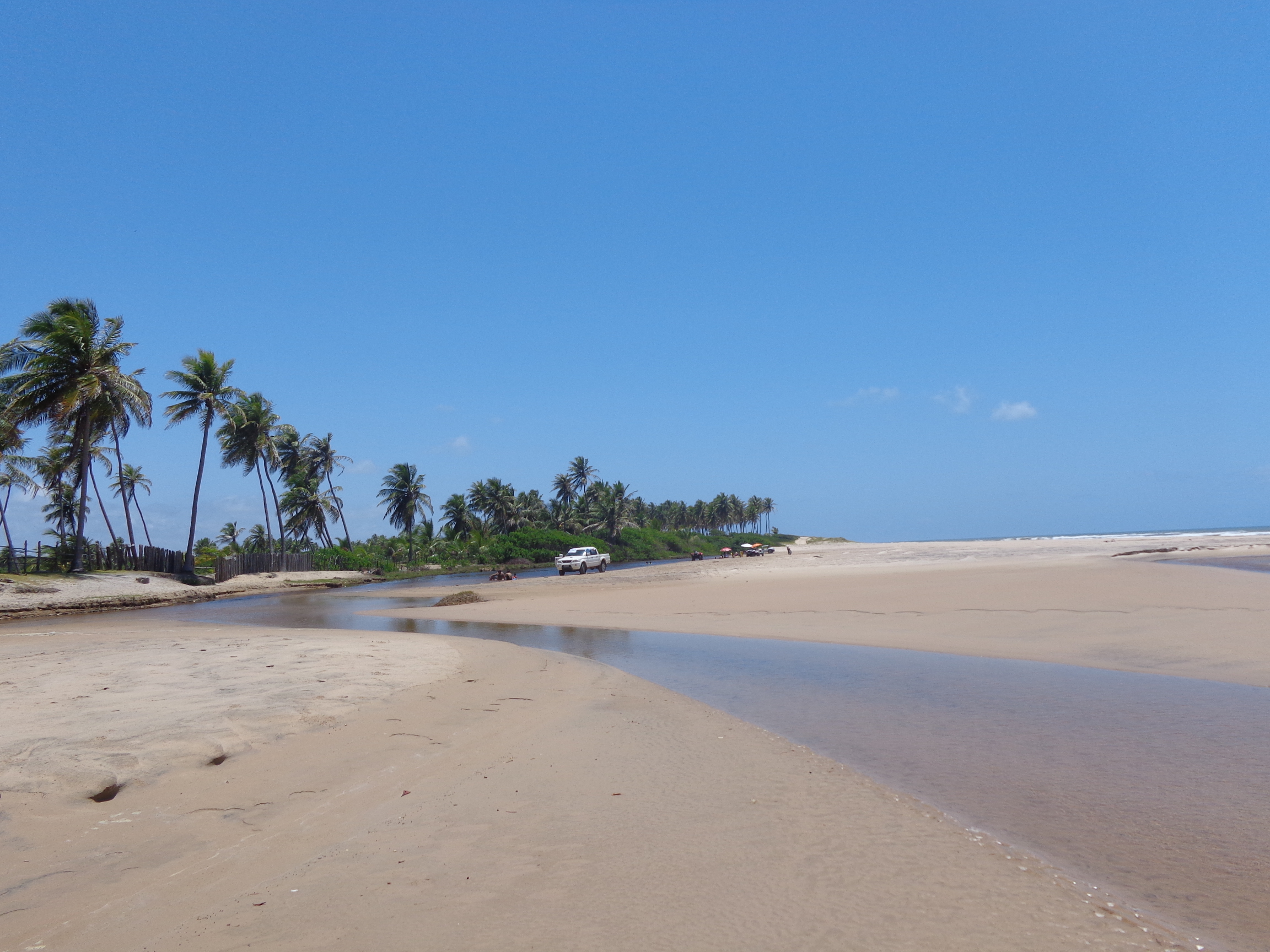
Praia de Subaúma, localizada no município de Entre Rios (BA)

A Praia de Subaúma, localizada no povoado de mesmo nome, é outra maravilha natural do município. Este destino é bastante popular para a realização de casamentos. Entre o final de 2018 e julho de 2019, foram firmados 17 contratos de casamento em apenas um clube local, com 95% dos casais vindos de outros estados do Brasil. Isso consolida a praia como uma excelente opção de "wedding destination" — termo em inglês para destinos de casamento fora do local de residência do casal. Em 2019, a região da praia foi parcialmente atingida por manchas de óleo, um problema que afetou também outras partes do litoral baiano, incluindo a praia de Porto de Sauipe.

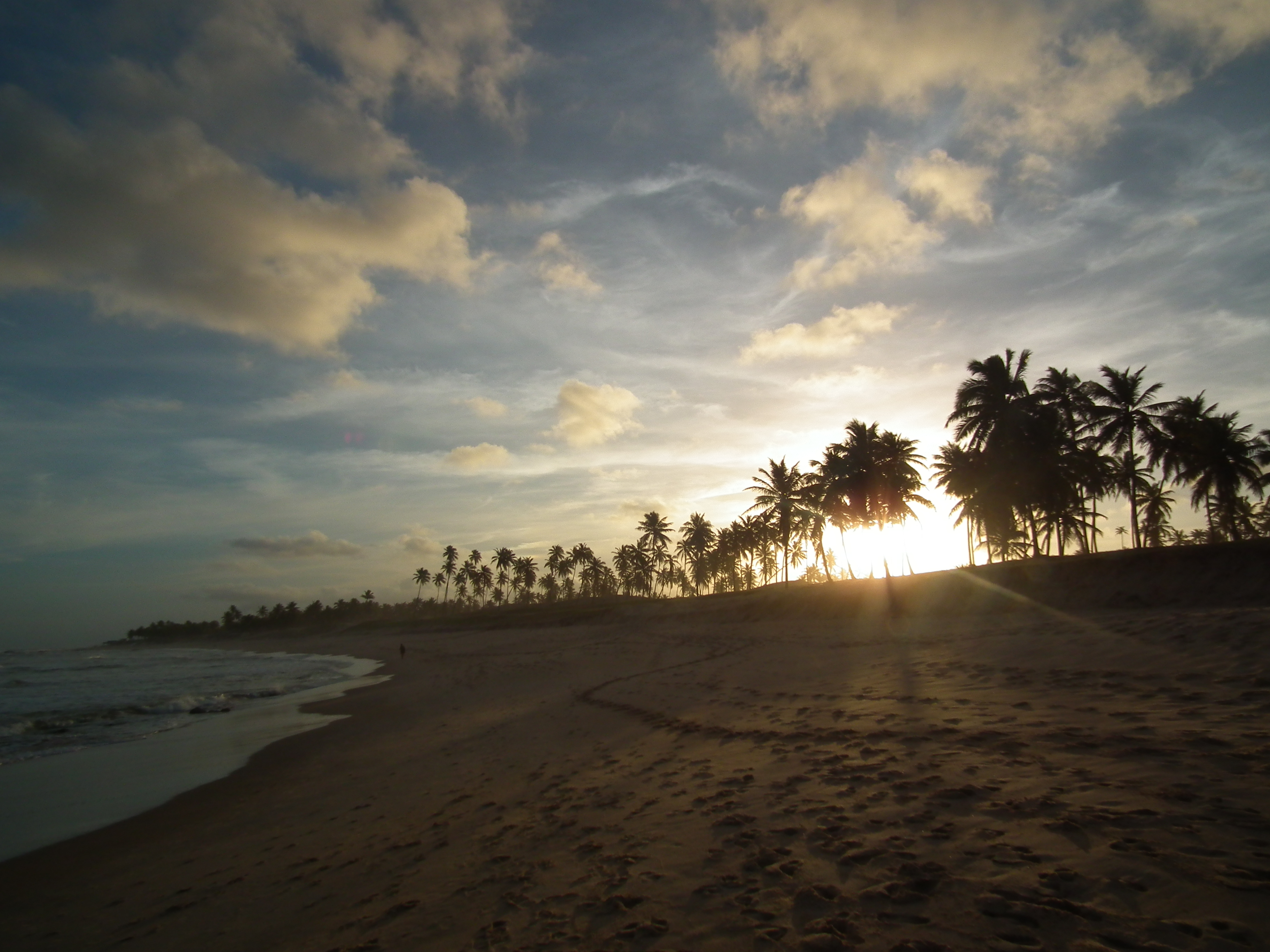
Praia de Porto de Sauipe, em Entre Rios (BA)

A Praia de Porto de Sauipe é um destaque tanto a nível estadual quanto nacional, localizada no povoado de Porto de Sauipe. A Mata de Porto de Sauipe é um local de observação de pássaros, atraindo pesquisadores e entusiastas. Este local tem grande importância na identificação e pesquisa de espécies de aves, cativando também o interesse dos turistas.

## Infraestrutura

### Educação
Entre Rios está classificado na 370º posição no estado da Bahia referente à taxa de escolarização de 6 a 14 anos de idade no censo de 2010, uma taxa de 95,6%.
O IDEB, Índice de Desenvolvimento da Educação Básica, do município em 2019 referente aos anos iniciais do Ensino Fundamental da Educação Pública na esfera de escola municipal (não há opção de escola na esfera estadual nos anos iniciais no município) é de 4,1 — número abaixo da média nacional para a mesma delimitação, que é de 5,7; nos anos finais do Ensino Fundamental da Educação Pública é de 3,2, sendo 2,9 na esfera municipal e 4,9 na estadual  — número também abaixo da média nacional que é de 4,5 e 4,7, respectivamente. O IDEB do Ensino Médio na Educação Pública da cidade foi de 2,9 — menor que a média nacional (3.9) e a média estadual (3,2).

### Saúde
Segundo informações do IBGE, Entre Rios dispunha de um total de 18 estabelecimentos de saúde em 2009, sendo 13 públicos e 5 privados, os quais dispunham no seu conjunto de 35 leitos para internação, sendo todos na espera pública, especificamente na esfera municipal. A cidade também conta com atendimento médico ambulatorial (5 estabelecimentos sem atendimento médico, 12 com especialidade médicas básicas), 1 estabelecimento com atendimento com outras especialidades básicas, e também conta com atendimento odontológico com dentista e presta serviço ao Sistema Único de Saúde (SUS).

## Cidade Inteligente na Região
A região de Entre Rios será destaque no nível nacional e até mundial referente a cidade inteligente, será a primeira nesse nível no Brasil. Aguaduna é o nome da cidade inteligente que será construída na região do município de Entre Rios. O Projeto Aguaduna tem previsão do começo das obras no segundo trimestre de 2021, com expectativa de prazo de conclusão para 2024. Com um investimento estimado em mais ou menos 250 milhões de euros (aproximadamente R$1,6 bilhão), é o primeiro projeto do mundo em busca de implantar um modelo de cidade inovador e inteligente, que equilibre a sociedade e a natureza. A cidade inteligente Aguaduna será implantada na orla do município, especificamente em Massarandupió.
Quem está a frente do Projeto Aguaduna é a empresa de capital espanhola Naurigas Empreendimentos, tendo como parceira a Seed Global Advisoring (SGA). Há a parceira estratégica da empresa Siemens, crucial para a realização do projeto, que utilizará recursos tecnológicos avançados e muito mais. Outra parceira de destaque é a empresa SegurPro.  A cidade inteligente Aguaduna causará um impacto positivo na vida de cerca de 380 mil pessoas, a contar com as regiões vizinhas. Estima-se com o Projeto a criação de mais de 30 mil postos de trabalho, contribuindo para o emprego na região.
A gestão da cidade será completamente com base no uso de dados, com Internet das Coisas (ou IoT, em inglês) a seu favor. Será uma gestão sustentável, sendo referência no uso de Big Data.
Considerada uma cidade inteligente que será modelo de referência a ser replicado em outros lugares do mundo, quatros pilares nortearão o projeto, sendo eles: Qualidade de Vida, Pensamento Verde, Inovação & Conectividade, Desenvolvimento Alimentar e Mobilidade Inteligente.

## Estradas
A cidade pode ser acessada pela rodovia BR-101 em direção a Aracaju (acesso ao distrito sede e alguns povoados). Também pode ser acessada pela Linha Verde, até o Palame, distrito de Esplanada, onde passará a usar a rodovia BA-400 até o distrito sede. Outro acesso, esse o mais típico junto com o primeiro, é o a partir de Simões Filho pela rodovia BA-093 até o distrito sede, passando por Dias d'Ávila, Mata de São João, Pojuca, Araçás até, finalmente, chegar ao distrito sede.

## Prefeitos de Entre Rios
- Antônio Aciole de Menezes (1989 - 1992)
- Manoelito Argolo dos Santos (1993 - 1996)
- Raul Malbouisson Mello (PFL) (1997 - 2000)
- Manoelito Argolo dos Santos (PP) (2001 - 2004)
- Ranulfo Sousa Ferreira (PT) (2005 - 2008)
- Fernando Almeida de Oliveira (PMDB) (2009 - 2012)
- Fernando Almeida de Oliveira (PSD) reeleito (2013 - 2016)
- Elizio Fernandes Rodrigues Simões (PDT) (2017 - 2020)

- Manoelito Argolo dos Santos Júnior (Solidariedade) Eleito (2021 - 2024)

- Manoelito Argolo dos Santos Júnior (Solidariedade) reeleito (2025 - 2029)

Na última eleição de 2024, Manoelito Argolo Júnior, do partido Solidariedade, foi reeleito prefeito com 54,35% dos votos, derrotando o ex-prefeito Fernando Madeirol, do partido UNIÃO. O vice-prefeito é Zé Maranata, do partido REPUBLICANOS.